# Liste des nonces apostoliques au Ghana

Ornements communs des nonces apostoliques

Cette page présente la liste des représentants du Saint-Siège au Ghana depuis la création de la délégation apostolique en 1973.

## Représentants du Saint-Siège au Ghana
| Portrait | Armoiries | Nomination-Fin de fonction         | Titulaire                                 | Nationalité                      | Notes |
| -------- | --------- | ---------------------------------- | ----------------------------------------- | -------------------------------- | --- |
|          |           | 2 octobre 1973 au 7 février 1978   | Girolamo Prigione délégué apostolique     | Italie                           | est né le 12 octobre 1921 à Castellazzo Bormida dans le Piémont en Italie, il est nommé nonce apostolique du Guatemala (en) et du Salvador le 27 août 1968 avec le siège titulaire de Lauriacum (de), il est ensuite nommé nonce apostolique du Nigeria (en), et délégué apostolique du Ghana (en), il est nommé le 7 février 1978 délégué apostolique puis nonce apostolique le 12 octobre 1992 du Mexique (en), il démissionne le 2 avril 1997.                                                              |
|          |           | 14 juin 1976 au 21 juillet 1981    | Giuseppe Ferraioli (en) pro-nonce         | Italie                           | |
|          |           | 8 mai 1982 au 20 juin 1987         | Ivan Dias pro-nonce                       | Inde                             | est né le 14 avril 1936 à Bombay en Inde, il est nommé pro-nonce apostolique du Bénin, du Togo et du Ghana (en) le 8 mai 1982 avec le siège titulaire de Rusibisir (de), il est ensuite nommé nonce apostolique de Corée (en) le 20 juin 1987 puis de l'Albanie (en) le 16 janvier 1991, il est nommé archevêque de Bombay le 8 novembre 1996 et est créé cardinal le 21 février 2001 et devient le 20 mai 2006 le préfet de la congrégation pour l'évangélisation des peuples, il démissionne le 10 mai 2011. |
|          |           | 17 octobre 1987 au 12 janvier 1991 | Giuseppe Bertello pro-nonce               | Italie                           | |
|          |           | 8 mai 1991 au 16 décembre 1992     | Abraham Kattumana pro-nonce               | Inde                             | |
|          |           | 6 avril 1993 au 27 mars 2000       | André Dupuy nonce apostolique             | France                           | est né le 13 février 1940 à Soustons dans les Landes, il est nommé Nonce apostolique du Ghana (en), du Togo et du Bénin le 6 avril 1993 avec le siège titulaire de Selsea (de), il démissionne de son poste du Bénin le 27 novembre 1999, il est nommé le 27 mars 2000 nonce apostolique du Venezuela (en), puis est nommé nonce de la communauté européenne le 24 février 2005 et nonce de Monaco (en) le 11 juillet 2006. Il est depuis le 15 décembre 2011 nonce apostoliques des Pays-Bas (en).            |
|          |           | 10 juin 2000 au 22 décembre 2007   | George Kocherry nonce apostolique         | Inde                             | est né le 4 février 1945 à Changanacherry (en) dans l'état du Kerala en Inde, il est nommé nonce apostolique au Ghana (en) et au Togo avec le siège titulaire d'Othona (de) le 10 juin 2000, il est nommé ensuite nonce apostolique du Zimbabwe (en) le 22 décembre 2007, il est depuis le 6 juillet 2013 nonce apostolique du Bangladesh (en). |
|          |           | 1er mars 2008 au 22 février 2013   | Léon Kalenga Badikebele nonce apostolique | République démocratique du Congo | est né 17 juillet 1956 à Kamina au Congo belge, il est nommé nonce apostolique au Ghana (en) avec le siège titulaire de Magnetum (de) le 1er mars 2008, il est depuis le 22 février 2013 nonce apostolique du Salvador et depuis le 13 avril 2013, nonce apostolique du Belize (en). |
|          |           | 17 août 2013 au 19 mars 2019       | Jean-Marie Speich nonce apostolique       | France                           | est né le 15 juin 1955 à Strasbourg dans le Bas-Rhin, il est nommé le 17 août 2013 évêque titulaire de Sulci (de) et nonce apostolique au Ghana (en). Le 19 mars 2019, il est nommé nonce apostolique en Slovénie. |
|          |           | depuis le 3 mai 2020               | Henryk Jagodziński                        | Pologne                          | |

## Source
- (en) Liste sur catholic hierarchy